# Jean-Baptiste Legardeur de Repentigny
Pour les articles homonymes, voir Legardeur et Repentigny.
Jean-Baptiste Legardeur de Répentigny est né à Thury-Harcourt en Normandie en 1632. Il est mort le 9 septembre 1709 à Montréal. Il fut marin et conseiller du Conseil souverain. Il est aussi considéré comme le cofondateur de la ville de Repentigny.

## Biographie
Jean-Baptiste Legardeur de Répentigny était le fils de Pierre Legardeur, sieur de Repentigny, et de Marie Favery. Il arriva au Canada en 1636 avec ses parents. Très tôt, il fut associé à la traite des fourrures. 
Le 10 mars 1657 nait son fils aîné, Pierre Legardeur de Repentigny, qui deviendra capitaine des troupes de la Marine et de la milice canadienne.
Le 6 octobre 1663, il est élu comme premier maire de la ville de Québec. Il occupa cette fonction pour un mois seulement, parce que le Conseil souverain considérait le titre comme non nécessaire. 
En 1663, marié à Marguerite Nicolet, fille de Jean Nicolet, ils ont un fils, Augustin Le Gardeur de Courtemanche, futur officier et ambassadeur du roi pour la Nouvelle-France auprès des Autochtones et des Anglais.
Le 2 mai 1670, il reçut de sa mère la seigneurie de Repentigny, que la Compagnie de la Nouvelle-France avait cédé à son mari en 1647.